# Michel Kuehn
Pour les articles homonymes, voir Kuehn.
Michel Kuehn, né le 7 octobre 1923 à Saint-Dié et mort dans la même ville le 18 septembre 2012, est un évêque catholique français, évêque de Chartres de 1978 à 1991.

## Biographie

### Formation
Michel Kuehn fait ses études à l'Institut Catholique et à l'Université de Paris, obtenant des licences en théologie, en droit civil et en sciences sociales.

### Prêtre
Il a été ordonné prêtre le 12 juillet 1947 pour le diocèse de Saint-Dié.
D'abord vicaire à Remiremont, il devient aumônier diocésain de l'Action Catholique des Milieux Indépendants, de la Jeunesse Indépendante chrétienne féminine, du scoutisme et du guidisme puis aumônier national de la JICF en 1962 et de la l'ACI en 1966.
Il revient dans son diocèse de Saint-Dié en 1972 comme curé de Vittel puis est nommé vicaire général en 1976.

### Évêque
Nommé évêque de Chartres le 27 juillet 1978, il a été consacré le 30 septembre suivant par Jean Vilnet évêque de Saint-Dié et son propre frère, Louis Kuehn, évêque de Meaux.
En 1985, les portes de la cathédrale furent ouvertes au pèlerinage de Chartres, conséquence de la lettre de la Congrégation pour le culte divin du 3 octobre 1984, Quattuor abhinc annos, qui libéralisait, sous certaines conditions strictes, la célébration de la messe romaine traditionnelle. Gérard Calvet prêcha aux sujet de la chrétienté. Ce sermon ne plut pas à Michel Kuehn, qui interdit en 1986, 1987 et 1988 la célébration dans la cathédrale, de la messe de clôture du pèlerinage.
Il s'est retiré de cette charge le 6 avril 1991 à l'âge de 67 ans, pour raison de santé et réside alors dans le diocèse de Nancy pour y effectuer un ministère paroissial. De plus en plus fatigué, il rejoint la maison Saint-Pierre-Fourier de Saint-Dié en 1998.
Il est inhumé dans le caveau des évêques de la chapelle Saint-Piat attenante à la cathédrale de Chartres.